# Grand Theft Auto 2
Grand Theft Auto 2 là một game hành động phiêu lưu thế giới mở do hãng DMA Design phát triển và Rockstar Games phát hành. Trò chơi được phát hành vào ngày 30 tháng 9 năm 1999 cho Microsoft Windows, và vào ngày 22 tháng 10 năm 1999 cho PlayStation, sau đó là Dreamcast và Game Boy Color phát hành vào năm 2000. Đây là phần tiếp theo của Grand Theft Auto, một phần của dòng game Grand Theft Auto. Thiết kế trên thế giới mở cho phép người chơi tự do đi lang thang ở Anywhere City, bối cảnh chính trong game.
Game có lối chơi theo kiểu góc nhìn từ trên xuống và việc di chuyển trong thế giới này thông qua phương thức đi bộ hoặc xe cộ. Trò chơi có mặt trên Steam vào ngày 4 tháng 1 năm 2008 như một phần trong bộ sưu tập này. Phiên bản tiếp theo là Grand Theft Auto III được phát hành vào ngày 22 tháng 10 năm 2001.

## Bối cảnh
Grand Theft Auto 2 lấy bối cảnh trong khung thời gian không xác định tại một đô thị mang phong cách tương lai hoài cổ chỉ được nhắc đến với tên gọi "Anywhere, USA", nhưng cuốn hướng dẫn và trang web của trò chơi thì lại sử dụng cụm từ "ba tuần trong tương lai"; mục báo hư cấu đăng trên trang web của Grand Theft Auto 2 đưa ra gợi ý đây là năm 2013, nhưng tài liệu tham khảo trong game cho thấy trò chơi lấy bối cảnh vào năm 1999.
Thành phố được chia thành ba màn, hoặc "vùng". Màn đầu tiên, Downtown, là trung tâm của hoạt động kinh doanh cũng như địa điểm của một tổ chức và trường đại học tầm cỡ. Khu vực thứ hai, Residential District, chứa nhà tù của thành phố, một công viên nhà di động với một quầy bar theo phong cách Elvis có tên là "Disgracelands", một trung tâm mua sắm và một nhà máy thủy điện khổng lồ. Khu vực thứ ba và cuối cùng là Industrial District; nó có một cảng biển lớn, một nhà máy đóng gói thịt, một nhà máy điện hạt nhân và một ngôi đền Krishna.
Có tất cả bảy băng nhóm tội phạm trong game: Zaibatsu, một tập đoàn đồi bại, hiện diện trong cả ba vùng. Khu vực Downtown cũng là nơi trú ngụ của Loonies, một nhóm những kẻ mắc bệnh tâm thần đã chiếm nhà thương điên của thành phố và đám Yakuza. Khu vực Residential, các băng nhóm bao gồm các nhà khoa học SRS và bọn Rednecks sống trong một công viên xe kéo và lái xe xung quanh bằng chiếc bán tải với lá cờ lớn của Liên minh miền Nam Hoa Kỳ. Khu vực Industrial gồm có băng đảng Mafia Nga và đám Hare Krishna. Mỗi băng đảng đều có tính cách, xe hơi và hành vi đặc biệt của riêng họ.
Game có thể được chơi ở hai chế độ (chỉ có trong bản PC), buổi trưa hoặc hoàng hôn. Vào buổi trưa, ánh sáng sẽ làm cho cảnh vật trong game trở nên rõ ràng hơn (cũng làm giảm đồ hoạ trên phần cứng thấp vì ít hiệu ứng ánh sáng hơn). Bối cảnh hoàng hôn khiến cảnh vật trong game trở nên tối hơn, với nhiều ánh đèn phát ra từ vụ nổ và đèn pha xe. Phiên bản Dreamcast của trò chơi chỉ có thể được chơi vào cảnh hoàng hôn. Phiên bản PlayStation của trò chơi chỉ có thể được chơi vào buổi trưa. Tính năng này đã được mở rộng hơn nữa trong Grand Theft Auto III nơi ánh sáng ban ngày thay đổi với thời gian một ngày trong game.

## Lối chơi

Một cảnh chơi trong game vào lúc "hoàng hôn" trong bản Windows.

Grand Theft Auto 2 vẫn giữ lại góc nhìn trên cao quen thuộc trong Grand Theft Auto, cũng như công thức lấy cắp xe/trả lời điện thoại của bản gốc. Người chơi có khả năng khám phá các thành phố bằng cách đi bộ hoặc qua các phương tiện khác nhau. Mục đích là để đạt được một số điểm nhất định. Khi đạt được mục tiêu này, người chơi có thể tiến lên những màn tiếp theo. Làm nhiệm vụ sẽ trao cho người chơi nhiều điểm hơn bất kỳ phương pháp nào khác nhưng không cần thiết để hoàn thành trò chơi.
Một tính năng mới được giới thiệu trong Grand Theft Auto 2 là làm nhiệm vụ cho các băng nhóm riêng biệt, trong đó có hai băng nhóm mới ở một trong ba màn của trò chơi, và một phe có mặt ở tất cả các màn. Được một băng nhóm tuyển mộ làm việc có thể gây ra sự nghi ngờ từ đám khác (làm việc cho băng đảng số 1 sẽ chọc giận băng đảng số 2, làm việc cho băng đảng số 2 sẽ gây thù hận với băng đảng số 3, v.v.). Trong bản gốc Grand Theft Auto, chỉ có cảnh sát địa phương mới truy đuổi người chơi. Thì qua Grand Theft Auto 2, biệt đội SWAT (4 đầu cảnh sát) có mặt ở khu Downtown District, trong lúc Đặc vụ (5 đầu cảnh sát) và Quân đội (6 đầu cảnh sát) đều hiện diện ở khu Residential và Industrial Districts. Những loại lực lượng thực thi pháp luật mới được bổ sung này sẽ bắt đầu đuổi theo người chơi khi mức độ truy nã tăng lên. Mức độ truy nã được thể hiện bằng hình ảnh đầu của một viên cảnh sát, và có sự thay đổi giữa các phiên bản Windows và PlayStation.
Grand Theft Auto 2 đã giới thiệu một kỹ thuật save game mới được cải tiến, không giống như bản gốc, chỉ save lại sau khi hoàn tất các nhiệm vụ tại một thành phố. Nếu người chơi bước chân vào một nhà thờ với 50.000 USD, một giọng nói liền thông báo "Hallelujah! Một linh hồn khác đã được cứu rỗi!". Điều này thông báo cho người chơi rằng trò chơi đã được save lại rồi. Nếu người chơi không có đủ tiền, giọng nói sẽ bảo "Chúa nguyền rủa ngươi! Không có sự đóng góp, không có sự cứu rỗi!". Những thông điệp này không được nghe trên phiên bản PlayStation.
Những cải tiến khác liên quan đến hoạt động của thành phố. Đi xe và khách bộ hành không còn là các bộ phận thẩm mỹ của môi trường trong game nữa, mà giờ đây thực sự đóng một vai trò trong lối chơi. Đôi khi người đi bộ còn bước vào trong và đi taxi hoặc xe buýt. Trò chơi được ghi nhận về các hành vi của nhân vật NPC. Khách bộ hành, băng đảng và cảnh sát thường xuyên tham gia vào những trận ẩu đả, và có những tên cướp giật xe đang hoạt động (áo len màu xanh lá cây) và những kẻ buôn lậu (áo len màu đỏ với cánh tay trắng) trong thành phố.
Phiên bản này còn giới thiệu các 'nhiệm vụ phụ' như là lái xe taxi, tài xế xe buýt và lái xe bán tải cùng với việc thu hồi các gói 'ẩn' ('GTA2' Badges) hoặc Wang Cars (chơi trên 'wankers'), và cột máu. Việc trở thành tài xế taxi giúp người chơi kiếm được khoảng 1 đô la một giây. Khi đứng yên, hành khách có thể ra ngoài nếu muốn, và thu nhập sẽ dừng lại. Wang Cars chỉ xuất hiện ở khu vực thứ hai. Chúng được giấu kín và thường đòi hỏi người chơi phải tốn rất nhiều tốc độ nhảy cao để đến được chỗ đậu loại xe này, một số trong đó hay đậu trên những tòa nhà chọc trời. Khi khởi động xe, người chơi xuất hiện trở lại tại nhà để xe của Wang Cars, với cánh cửa nơi để bộ sưu tập xe được chiếu sáng. Thu thập tất cả các xe này sẽ được thêm 8 chiếc xe phần thưởng đậu bên ngoài nhà để xe. Trong số đó có những chiếc xe đầy vết vết dầu loang, được gắn các khẩu súng máy tự động và bình cứu hỏa, và vòi nước được thay thế bằng một loại súng phun lửa. Ngoài ra, trong phiên bản PC còn có sự xuất hiện của đoàn tàu lửa mà người chơi có thể dùng để đi lại khắp thành phố.
Một số vũ khí trong Grand Theft Auto 2 có thêm nhiệm vụ "Kill Frenzy" khi người chơi nhặt lên, nhiệm vụ này cho người chơi một khoảng thời gian giới hạn để giết một số người nhất định với một loại vũ khí đặc biệt được nạp đạn. Tiền thưởng được trao tặng nếu nhiệm vụ thành công. Ngoài ra, nếu người chơi tìm thấy một chiếc xe tăng và lái nó thì cũng là lúc nhiệm vụ "Kill Frenzy" bắt đầu, và cuối cùng là trong những khu vực ngẫu nhiên của thành phố là nơi đậu những chiếc xe đặc biệt và nếu người chơi gặp phải một trong hai cách đó là giết người bằng cách cán người hoặc giết họ với bất kỳ loại vũ khí bổ sung nào có trong loại xe đó. Có một lỗi liên quan đến Kill Frenzy vì nó có thể save game khi bắt đầu nhiệm vụ. Khi trò chơi sau đó được nạp lại, Kill Frenzy kết thúc, nhưng hầu như không giới hạn số lượng đạn vẫn còn lại cho đến khi vũ khí đó được nhặt lên hoặc lượng đạn thường cho phép người chơi tha hồ mà bắn giết.
Phiên bản PlayStation của Grand Theft Auto 2 có sự khác biệt khá rõ so với phiên bản PC, với hạn ngạch thấp hơn cho số lượng tiêu diệt cần thiết trong các nhiệm vụ rampage, và không có phần lồng tiếng trong giao diện save. Bản chuyển thể này còn gồm một tính năng mà xe người chơi sẽ phát nổ sau khi giết chết một số lượng lớn thành viên băng đảng. Một nhiệm vụ cũng được thay đổi. Thay vì người chơi đánh lừa dân thường vào xe buýt và lái xe đến một nhà máy chế biến thịt để ăn thịt người, các nạn nhân thường là thành viên băng đảng Hare Krishna.
Như trường hợp của bản gốc Grand Theft Auto and Grand Theft Auto: London, 1969, người chơi nhận được tiền thưởng để dùng xe cán qua những người nhất định mà không dừng lại hoặc phanh gấp. Một loạt kẻ giả mạo Elvis đôi khi được phát hiện đang đi bộ trên đường phố. Nếu người chơi có thể giết họ trong một khoảng thời gian ngắn thì sẽ nhận được một khoản tiền thưởng lớn, rồi sau đó là những từ in đậm "ELVIS HAS LEFT THE BUILDING" (Elvis đã rời khỏi tòa nhà này) xuất hiện ngay lập tức.
Grand Theft Auto 2 có tới bốn chế độ chơi nhiều người: Deathmatch, Team Deathmatch, Tag và Race.

## GTA 2: The Movie
Đoạn phim mở đầu trong game được ghép lại với nhau bằng một cảnh phim người đóng lấy từ bộ phim ngắn dài 8 phút được tạo ra dành cho mục đích quảng cáo trò chơi, còn được gọi là GTA 2: The Movie. Bộ phim này đã được công bố rộng rãi và có thể tải xuống từ trang web của Rockstar. Claude Speed (nhân vật chính do người chơi điều khiển trong game) do Scott Maslen đóng trong bộ phim này.
Bộ phim ngắn chiếu cảnh Claude bị sát hại (bị bắn bởi "The Cleaner" một sát thủ Zaibatsu do Ian McQue đóng) trong lúc đang cố gắng đột nhập vào một chiếc xe thể thao. Phim được quay ở Thành phố New York vào năm 1999 với Trung tâm Thương mại Thế giới dưới góc nhìn cận cảnh, thay vì là thành phố vô danh trong tương lai của trò chơi (cũng cần lưu ý rằng có hai địa điểm hư cấu đã được đề cập trong phim: "Chernobyl Docks" và "Disgraceland", về sau trở thành tên gọi của một quận xuất hiện trong Grand Theft Auto 2). Bộ phim miêu tả một chiếc xe cảnh sát màu trắng xanh Chevrolet Caprice đời 1991–1992 của NYPD là chiếc truy đuổi, cũng như chiếc BMW 5 Series (E39) màu đen do Claude lái, về sau được sơn lại thành màu trắng.

## Soundtrack
Mỗi khu vực có năm đài phát thanh từ một nhóm mười một kênh, một trong số đó được nghe khi người chơi lái hầu hết các loại xe trong game. Người chơi tha hồ thay đổi đài phát thanh riêng tùy theo khẩu vị của mình. "Head Radio" đã có mặt trong bản gốc Grand Theft Auto, Grand Theft Auto III và Grand Theft Auto: Liberty City Stories. Mỗi băng đảng đều có đài phát thanh riêng truyền trong một khu vực hạn chế. Xe cảnh sát, xe cứu thương, xe cứu hỏa và xe tăng không có khả năng nghe các kênh radio. Thay vào đó, người chơi sẽ nghe thấy máy phát tín hiệu của các dịch vụ khẩn cấp.
Tất cả âm nhạc và quảng cáo có trong game đều là độc quyền, theo truyền thống của các bản trước đó. Người phụ trách nội dung âm nhạc là Craig Conner, Stuart Ross, Paul Scargill, Colin Anderson, Bert Reid và Moving Shadow. Một số nhà sản xuất này sẽ tiếp tục công việc của họ qua những bản GTA tiếp theo.
Phiên bản Game Boy Color sử dụng một số bài hát thực sự, một trong số đó là phiên bản sped up của Back in Black do AC/DC trình bày. Khúc nhạc phần Character Selection là một bài hát cổ của người Brasil có tiêu đề "Chega De Saudade".

## Đón nhận
Phiên bản PC của Grand Theft Auto 2 đã nhận được giải thưởng bán hàng "Bạc" từ Hiệp hội các Nhà xuất bản Phần mềm Nhàn rỗi và Giải trí (ELSPA), cho thấy doanh thu đạt ít nhất 100.000 bản ở Anh Quốc. Phiên bản PlayStation của trò chơi này đã nhận được giải thưởng bán hàng "Bạch Kim" (300.000 bản tại Anh) từ ELSPA.
Grand Theft Auto 2 đã được phát hành với những đánh giá trái chiều. Đồ họa của trò chơi nhận được phản ứng trái chiều từ giới phê bình, những người lưu ý rằng chúng hầu như không có bất kỳ sự khác biệt nào với đồ họa trong bản gốc. Tal Blevins của IGN đã gọi đây là "trung bình tốt nhất", và cảnh vật thì "khó đánh giá cao". Jeff Gerstmann của GameSpot nói rằng "đồ hoạ trông thật bình thường." Nhạc nền của trò chơi nhận được phản hồi tích cực, với Jeff Gerstmann gọi nó là "bản nhạc nền tuyệt vời", và nó "gần gũi với phong cách đài trạm của bản gốc. Tal Blevins của IGN gọi đó là "một trong những tính năng tốt nhất" của game.
Các yếu tố về mặt lối chơi của Grand Theft Auto 2 đều nhận được phản ứng trái chiều. Jeremy Dunham của IGN nói rằng lối chơi là "nơi mà trò chơi thực sự đấm vào dạ dày", và nó "có thể tốt hơn rất nhiều." Tal Blevins gọi đó là "đơn giản nhưng hiệu quả." Jeff Gerstmann nói rằng "mặc dù lối chơi này phần lớn tương tự như trong bản GTA trước, nhưng nó vẫn rất vui." Edge đã đánh dấu sự phát triển của câu chuyện trong game và các nhiệm vụ đầy sức sáng tạo, nói rằng Grand Theft Auto 2 "sẽ lôi bạn đi sâu vào sự phức tạp trong thế giới của nó".